# Piotrowice (powiat polkowicki)
Piotrowice (niem. Petersdorf) – wieś w Polsce położona w województwie dolnośląskim, w powiecie polkowickim, w gminie Przemków, w Borach Dolnośląskich, na terenie Przemkowskiego Parku Krajobrazowego. Obok wsi rośnie pomnik przyrody – Dąb Chrobry.

## Podział administracyjny
| SIMC    | Nazwa  | Rodzaj     |
| ------- | ------ | ---------- |
| 0366882 | Młynik | przysiółek |

W latach 1975–1998 miejscowość należała administracyjnie do województwa legnickiego.

## Historia
W 1596 cesarz Rudolf II Habsburg sprzedał wieś rodzinie von Rechenberg, która włączyła ją do dóbr przemkowskich. W lutym 1945 miały tu miejsce ciężkie walki jednostek 4 Armia Pancerna Gwardii ZSRR) z Korpusem Pancernym Großdeutschland.

## Demografia
Według Narodowego Spisu Powszechnego (III 2011 r.) liczyły 394 mieszkańców. Są największą miejscowością w gminie Przemków.